# یاماتو، کاگوشیما
یاماتو، کاگوشیما (به لاتین: Yamato, Kagoshima) یک منطقهٔ مسکونی در ژاپن است که در Ōshima District واقع شده‌است. یاماتو ۸۸٫۱۵ کیلومترمربع مساحت و ۱٬۶۳۸ نفر جمعیت دارد.